# Alex Bogomolov
Pour les articles homonymes, voir Bogomolov.
Alex Bogomolov Jr, né le 23 avril 1983 à Moscou en URSS, est un joueur américano-russe de tennis, professionnel de 2002 à 2014.

## Biographie
Il est né en URSS en 1983 puis a vécu quelque temps au Mexique dans ses plus jeunes années avant de rejoindre la Floride et Miami aux États-Unis en 1992 à 9 ans. Son père Alex Sr. est ancien entraîneur de l'équipe nationale d'URSS.
Jamais titré sur le circuit ATP en simple, il a toutefois remporté dix tournois Challenger : Puebla en 2002, León, Forest Hills et Tiburon en 2003, Tarzana en 2005, Carson City en 2007, Champaign-Urbana en 2010, Dallas en 2011, Guadalajara et Kunming en 2011. Il compte également cinq titres en double.
Il obtient sa première victoire dans un tournoi ATP en battant le n°3 mondial Tommy Haas lors du tournoi de Los Angeles en 2002.
Parmi ses principales performances en carrière figurent une victoire sur Fernando González à l'Open d'Australie en 2006, sur Jo-Wilfried Tsonga à Cincinnati en 2011, ou encore David Ferrer à Montréal en 2013. Huit fois quart de finaliste sur le circuit ATP, il a disputé les demi-finales des tournois de Los Angeles et de Saint-Pétersbourg en 2011. Il a reçu l'ATP Awards du joueur s'étant le plus amélioré en 2011 pour être passé de la 167e à la 35e place.
Début décembre 2011, n'ayant jamais été sélectionné par les États-Unis, il décide de défendre les couleurs de la Russie pour la Coupe Davis. Il dispute trois rencontres entre 2012 et 2013.
Il est depuis 2020 l'entraîneur de Jack Sock.

## Palmarès

### Titre en double messieurs
| No | Date       | Nom et lieu du tournoi               | Catégorie | Dotation  | Surface    | Partenaire    | Finalistes                     | Score            |          |
| -- | ---------- | ------------------------------------ | --------- | --------- | ---------- | ------------- | ------------------------------ | ---------------- | -------- |
| 1  | 18-07-2011 | Atlanta Tennis Championships Atlanta | ATP 250   | 531 000 $ | Dur (ext.) | Matthew Ebden | Matthias Bachinger Frank Moser | 3-6, 7-5, [10-8] | Parcours |

### Finale en double messieurs
| No | Date       | Nom et lieu du tournoi | Catégorie   | Dotation  | Surface    | Vainqueurs                      | Partenaire  | Score          |          |
| -- | ---------- | ---------------------- | ----------- | --------- | ---------- | ------------------------------- | ----------- | -------------- | -------- |
| 1  | 13-09-2004 | China Open Pékin       | Int' Series | 475 000 $ | Dur (ext.) | Justin Gimelstob Graydon Oliver | Taylor Dent | 4-6, 6-4, 7-66 | Parcours |

## Autres résultats
En juillet 2008, il s'impose aux championnats du monde de tennis « shotgun 21 », dont les règles sont particulières puisque :
- les hommes et les femmes jouent dans le même tableau ;
- le service au-dessus de la tête est interdit ;
- le comptage des points est très différent.

Il bat John Isner en demi-finale et Phillip King en finale, par deux fois sur le score de 21-20.

## Parcours dans les tournois duGrand Chelem

### En simple
| Année | Open d'Australie | Open d'Australie | Internationaux de France | Internationaux de France | Wimbledon       | Wimbledon     | US Open         | US Open       |
| ----- | ---------------- | ---------------- | ------------------------ | ------------------------ | --------------- | ------------- | --------------- | ------------- |
| 2001  | —                | —                | —                        | —                        | —               | —             | 1er tour (1/64) | D. Nalbandian |
| 2002  | —                | —                | —                        | —                        | —               | —             | 1er tour (1/64) | R. Delgado    |
| 2003  | 1er tour (1/64)  | A. Martín        | —                        | —                        | —               | —             | 1er tour (1/64) | M. Verkerk    |
| 2004  | 1er tour (1/64)  | R. Federer       | 1er tour (1/64)          | J. Mónaco                | —               | —             | 1er tour (1/64) | S. Koubek     |
| 2005  | —                | —                | —                        | —                        | —               | —             | 1er tour (1/64) | D. Nalbandian |
| 2006  | 2e tour (1/32)   | P.-H. Mathieu    | —                        | —                        | —               | —             | —               | —             |
| 2007  | —                | —                | —                        | —                        | —               | —             | —               | —             |
| 2008  | —                | —                | —                        | —                        | —               | —             | —               | —             |
| 2009  | —                | —                | —                        | —                        | —               | —             | —               | —             |
| 2010  | —                | —                | —                        | —                        | —               | —             | —               | —             |
| 2011  | —                | —                | 1er tour (1/64)          | M. Granollers            | 3e tour (1/16)  | T. Berdych    | 3e tour (1/16)  | J. Isner      |
| 2012  | 2e tour (1/32)   | M. Llodra        | 1er tour (1/64)          | A. Clément               | 1er tour (1/64) | A. Dolgopolov | 1er tour (1/64) | A. Murray     |
| 2013  | 1er tour (1/64)  | B. Baker         | —                        | —                        | 1er tour (1/64) | T. Robredo    | 2e tour (1/32)  | T. Smyczek    |
| 2014  | 1er tour (1/64)  | F. Fognini       | —                        | —                        | —               | —             | —               | —             |

N.B. : à droite du résultat se trouve le nom de l'ultime adversaire.

### En double
| Année | Open d'Australie           | Open d'Australie       | Internationaux de France  | Internationaux de France | Wimbledon                  | Wimbledon              | US Open                        | US Open                      |
| ----- | -------------------------- | ---------------------- | ------------------------- | ------------------------ | -------------------------- | ---------------------- | ------------------------------ | ---------------------------- |
| 2005  | —                          | —                      | —                         | —                        | —                          | —                      | 1er tour (1/32) T. Rettenmaier | K. Beck J. Levinský          |
| 2006  | —                          | —                      | —                         | —                        | —                          | —                      | —                              | —                            |
| 2007  | —                          | —                      | —                         | —                        | —                          | —                      | —                              | —                            |
| 2008  | —                          | —                      | —                         | —                        | —                          | —                      | —                              | —                            |
| 2009  | —                          | —                      | —                         | —                        | —                          | —                      | —                              | —                            |
| 2010  | —                          | —                      | —                         | —                        | —                          | —                      | —                              | —                            |
| 2011  | —                          | —                      | —                         | —                        | 2e tour (1/16) I. Karlović | B. Bryan M. Bryan      | 1er tour (1/32) M. Ebden       | F. Ferreiro R. Machado       |
| 2012  | 2e tour (1/16) I. Kunitsyn | C. Fleming R. Hutchins | 1er tour (1/32) D. Norman | R. Lindstedt H. Tecău    | 1er tour (1/32) D. Sela    | J. I. Chela E. Schwank | 1/8 de finale R. Klaasen       | A.-U.-H. Qureshi J.-J. Rojer |

N.B. : le nom du ou de la partenaire se trouve sous le résultat ; le nom des ultimes adversaires se trouve à droite.

### En double mixte
| Année | Open d'Australie | Open d'Australie | Internationaux de France | Internationaux de France | Wimbledon | Wimbledon | US Open                       | US Open                  |
| ----- | ---------------- | ---------------- | ------------------------ | ------------------------ | --------- | --------- | ----------------------------- | ------------------------ |
| 2003  |                  |                  |                          |                          |           |           | 1er tour (1/16) A. Harkleroad | E. Daniilídou C. Haggard |

N.B. : le nom du ou de la partenaire se trouve sous le résultat ; le nom des ultimes adversaires se trouve à droite.

## Parcours dans lesMasters 1000
| Année | Indian Wells           | Miami                | Monte-Carlo | Rome                | Hambourg puis Madrid | Canada                     | Cincinnati              | Madrid puis Shanghai | Paris                 |
| ----- | ---------------------- | -------------------- | ----------- | ------------------- | -------------------- | -------------------------- | ----------------------- | -------------------- | --------------------- |
| 2003  | —                      | 1er tour R. Štěpánek | —           | —                   | —                    | —                          | —                       | —                    | —                     |
| 2004  | 2e tour M. Mirnyi      | 1er tour K. Kučera   | —           | —                   | —                    | 2e tour C. Moyà            | 1er tour L. Hewitt      | —                    | —                     |
| 2005  | —                      | —                    | —           | —                   | —                    | —                          | —                       | —                    | —                     |
| 2006  | —                      | 2e tour M. Baghdatís | —           | —                   | —                    | —                          | —                       | —                    | —                     |
| 2007  | —                      | —                    | —           | —                   | —                    | —                          | —                       | —                    | —                     |
| 2008  | —                      | —                    | —           | —                   | —                    | —                          | —                       | —                    | —                     |
| 2009  | —                      | —                    | —           | —                   | —                    | 1er tour T. Robredo        | —                       | —                    | —                     |
| 2010  | —                      | —                    | —           | —                   | —                    | —                          | —                       | —                    | —                     |
| 2011  | 1er tour R. Berankis   | 3e tour J. Isner     | —           | —                   | —                    | 2e tour G. Monfils         | 1/8 de finale A. Murray | 2e tour F. López     | 2e tour J. Tipsarević |
| 2012  | 1er tour S. Stakhovsky | 1er tour G. Müller   | —           | 1er tour G. Monfils | 1er tour K. Anderson | 1er tour V. Troicki        | 2e tour R. Federer      | 1er tour T. Robredo  | —                     |
| 2013  | —                      | —                    | —           | —                   | —                    | 1/8 de finale N. Davydenko | —                       | —                    | —                     |
| 2014  | 1er tour I. Karlović   | 1er tour S. Robert   | —           | —                   | —                    | —                          | —                       | —                    | —                     |

N.B. : sous le résultat se trouve le nom de l’ultime adversaire.